# Národní rozvaděč vody

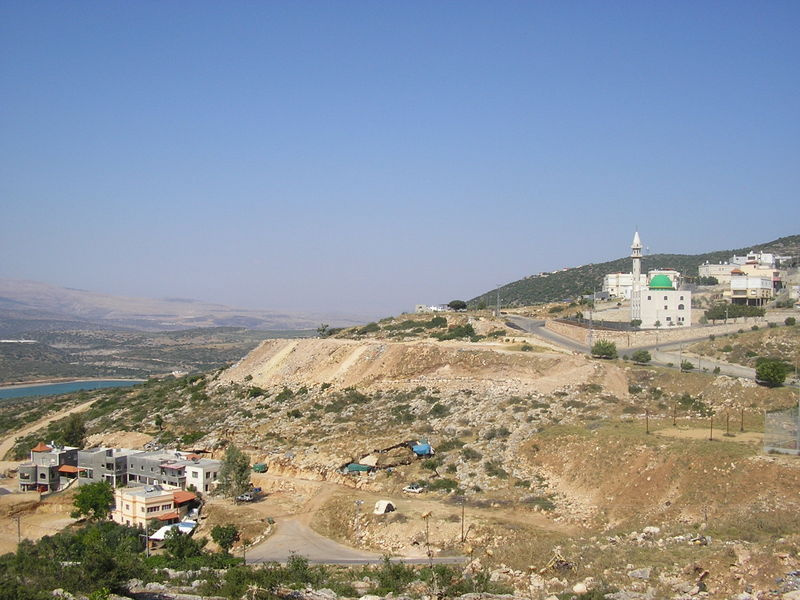
Obec Ajlabun a Národní rozvaděč vody poblíž vstupu do údolí Bejt Netofa

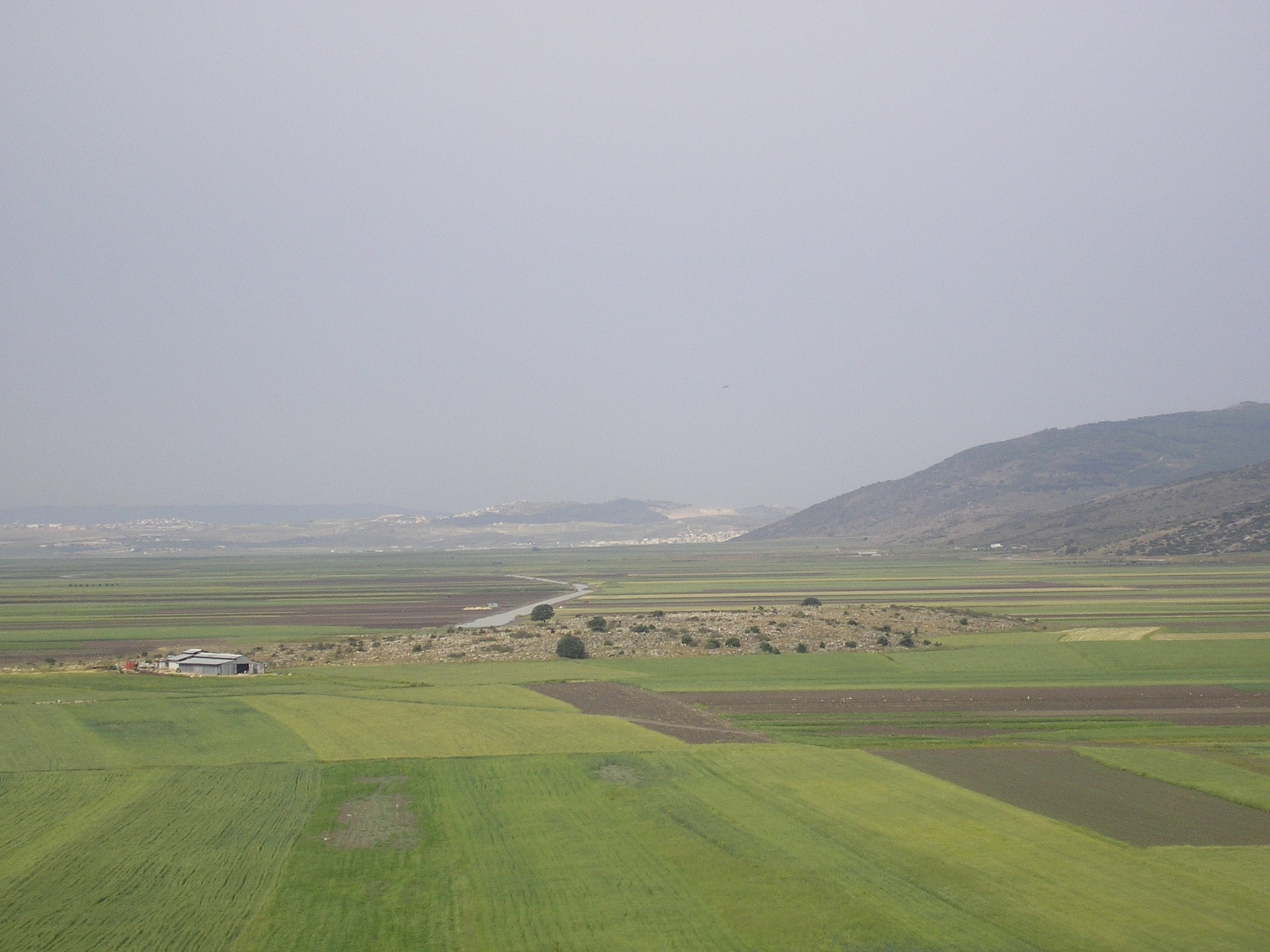
Národní rozvaděč vody na průchodu údolím Bejt Netofa

Národní rozvaděč vody (hebrejsky: המוביל הארצי, ha-Movil ha-Arci) je největší vodní dílo v Izraeli. Jeho hlavním úkolem je přivádět vodu z Galilejského jezera na severu země do hustě obydlených center a aridního jihu a umožnit efektivní využívání vody a regulaci vody v zemi.

## Parametry
Každou hodinu může rozvaděčem protéct až 72 tisíc m3 vody, což je 1,7 milionu m3 vody denně. Většina vodních děl je v Izraeli kombinována s národním rozvaděčem vody, jehož celková délka je asi 130 kilometrů. Rozvaděč je tvořen soustavou obřích potrubí, otevřených kanálů, tunelů, nádrží a rozsáhlých čerpacích stanic. Jeho vybudování bylo velkou technickou výzvou, neboť vede značně různorodým terénem o různých nadmořských výškách.

## Trasa
Od přečerpávací stanice u Galilejského jezera vede rozvaděč potrubím kopcovitou krajinou Dolní Galileji. Poblíž města Ajlabun se kříží s vodním tokem Nachal Calmon, jejichž vody se ale nemísí. V místech křížení byla zbudována umělá vodní nádrž Ma'agar Calmon. Za ní pak stojí čerpací stanice, která z nádrže pod tlakem čerpá vodu do potrubí o průměru 2,8 metrů. Po asi jednom kilometru se pak potrubí mění v otevřené koryto, které klesá do údolí Bejt Netofa. Jde o nejvyšší bod Národního rozvaděče vody. Rozvaděč poté prochází ve východozápadním směru podél celého údolí Bejt Netofa, jímž probíhá v otevřeném korytu. Na jihozápadním konci údolí ústí do soustavy dvou umělých nádrží Ma'agar Bejt Netofa (neboli Ma'agar Eškol), z nichž opět vstupuje do potrubí.

## Historie a budoucnost
Prvotní plány byly vytvořeny ještě před založením Izraele, avšak detailní plánování započalo až po roce 1948, kdy Izrael vznikl. Výstavba projektu, původně známá jako Jordánský projekt, začala v roce 1953, během plánovací fáze, dlouho před tím, než byl v roce 1956 dokončen podrobný konečný plán. Projekt byl navržen podnikem Tahal a vybudován státním podnikem Mekorot. Byl zahájen během funkčního období premiéra Davida Ben Guriona a dokončen za premiéra Leviho Eškola. Celková cena projektu dosáhla 420 milionů izraelských lir (v cenách roku 1964).
Národní rozvaděč vody byl slavnostně otevřen v roce 1964, s tím, že 80 % přepravené vody bylo určeno pro zemědělství a 20 % na pitnou vodu. Postupem času se však poměr vody pro zemědělství a pro pitné potřeby změnil a počátkem 90. let dodával polovinu pitné vody v Izraeli. Podle prognóz bude v roce 2010 vodní rozvaděč zajišťovat 80 % pitné vody. Důvody pro zvyšování poptávky po pitné vodě jsou dvojí. Izrael jednak zažívá populační růst, a to především v centrální části země, což zvyšuje nároky na vodu. Kromě toho dochází s růstem životní úrovně i ke zvýšení poptávaného množství vody. V rámci izraelsko-jordánské mírové smlouvy z roku 1994 se navíc Izrael zavázal, že bude každoročně Jordánsku odvádět 50 milionů m3 vody.